# Église Saint-Jean-Baptiste de Paulhac
L'église Saint-Jean-Baptiste est un édifice situé à Paulhac, en France.

## Localisation
L'église est située sur le territoire de la commune de Paulhac, dans le département de la Haute-Loire, en région Auvergne-Rhône-Alpes.

## Description
Ancienne chapelle castrale du XIIIe siècle, devenue église paroissiale, remaniée au XVe siècle. C'est un sanctuaire à nef unique et abside à pans coupés dont la construction peut remonter au XIIIe siècle, modifié au XVe siècle par l'agrandissement de la fenêtre axiale de l'abside, et surtout par l'apport de voûtes sur croisées d'ogives de profils très fins. Il possède un décor de motifs végétaux, des croix de consécration, des litres funéraires avec ou sans armes et du faux appareil à la voûte. Les clefs de voûte portent des éléments figurés : figure de femmes dans l'abside, et blasons. La technique de ces différents éléments semble s'étendre du XIIIe et XVIIe siècles. Quatre niveaux de peintures murales superposés. Le niveau inférieur comprend un ton ocre rouge sur les voûtes du XVe siècle, un faux appareil ocre rouge et brun entourant les deux baies du chœur et dans les ébrasements, huit croix de consécration inscrites dans des carrés, un grand arbre en bistre sur le mur sud. Le deuxième niveau présente une litre funéraire faisant le tour de la chapelle et portant des armoiries ; le troisième, un fragment de monument funéraire à la base du mur sud ; le quatrième, de grosses feuilles d'acanthes rouge et jaune bordées de noir.

## Historique
L'église est inscrite  au titre des monuments historiques par arrêté du 1er décembre 1980.

## Galerie

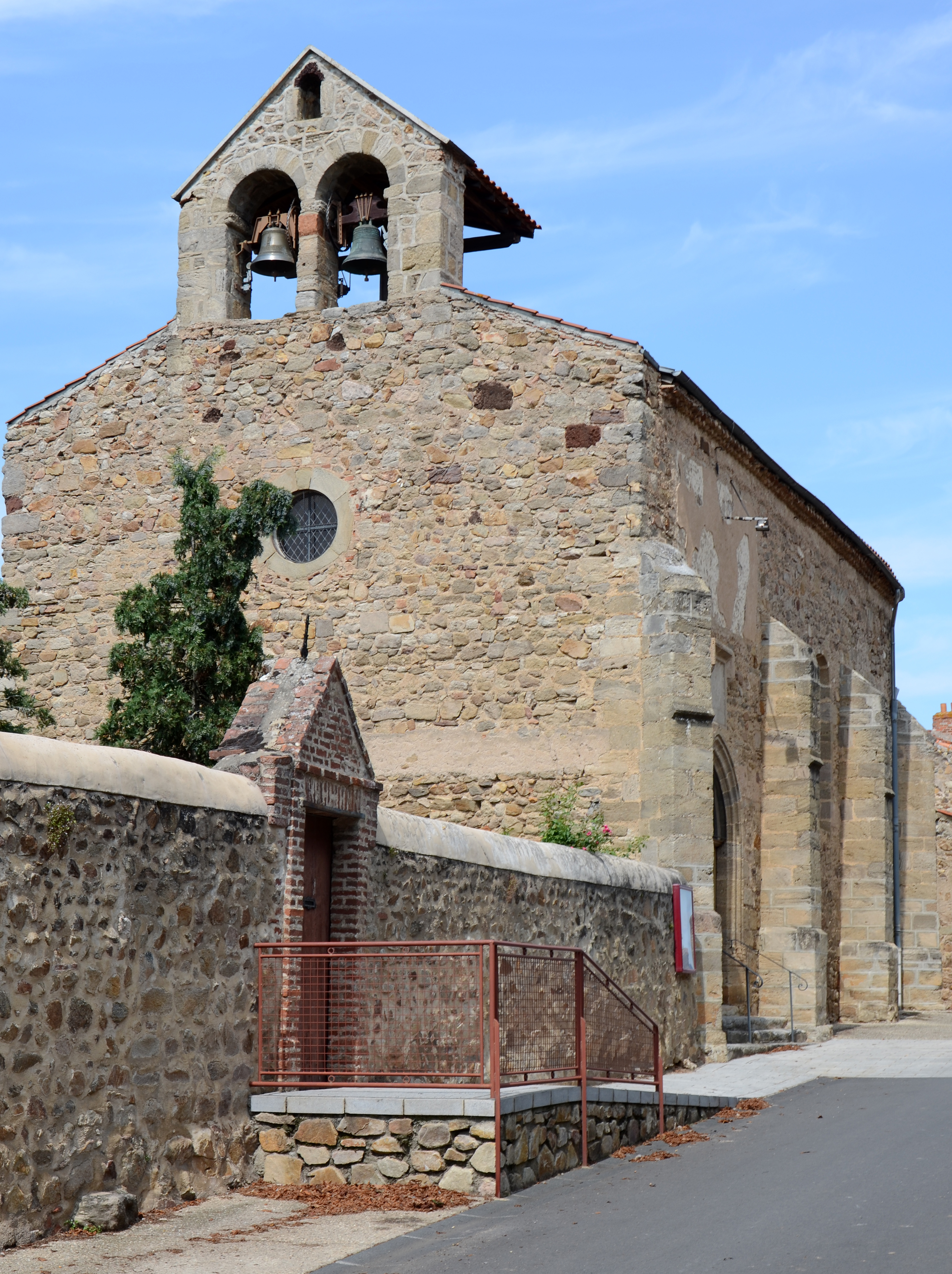
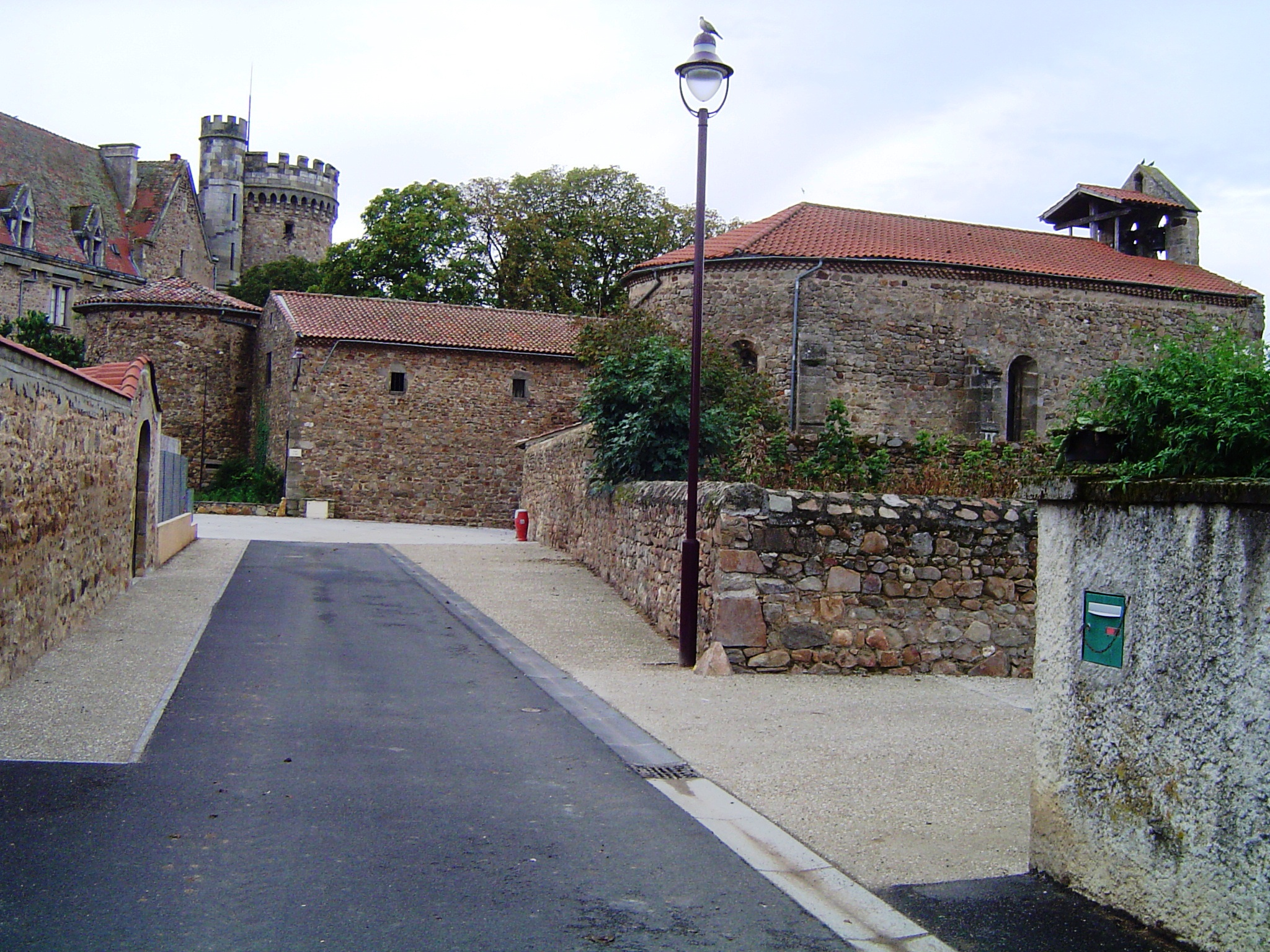
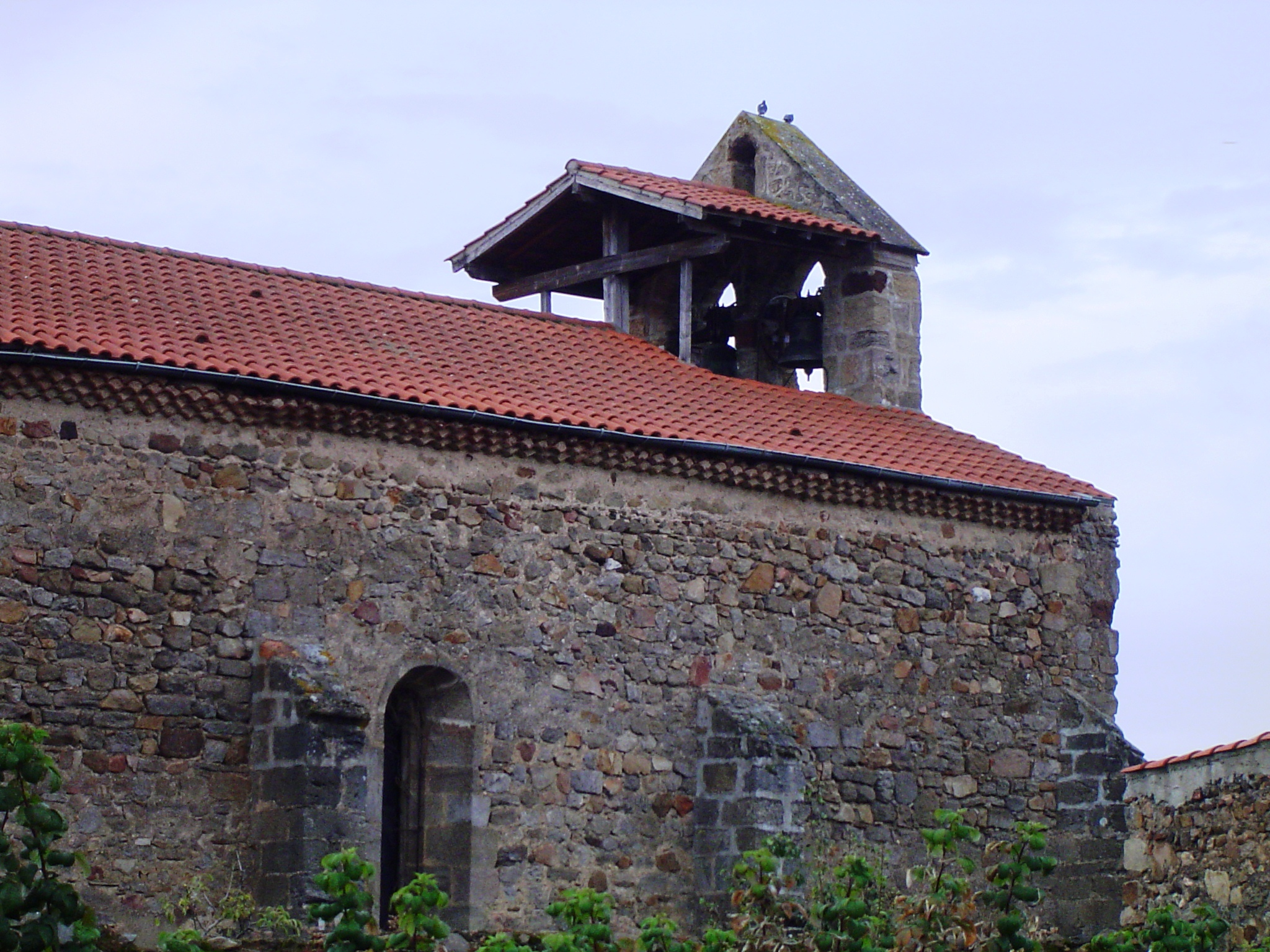